# Ciutadella
Ciutadella [siwtəðˈeʎə] (spanisch Ciudadela [θjuðaˈðela]) ist eine Gemeinde auf der Westseite der Insel Menorca mit 31.941 Einwohnern (Stand: 2024). Die Stadt war vom Altertum bis ins 18. Jahrhundert die Hauptstadt Menorcas und wurde dann durch Maó abgelöst. Heute (Stand 1. Januar 2015) ist sie mit geringem Vorsprung vor Maó die größte Stadt auf der Insel sowie Sitz des Inselbischofs, Fährhafen und Touristenziel.

## Geographie

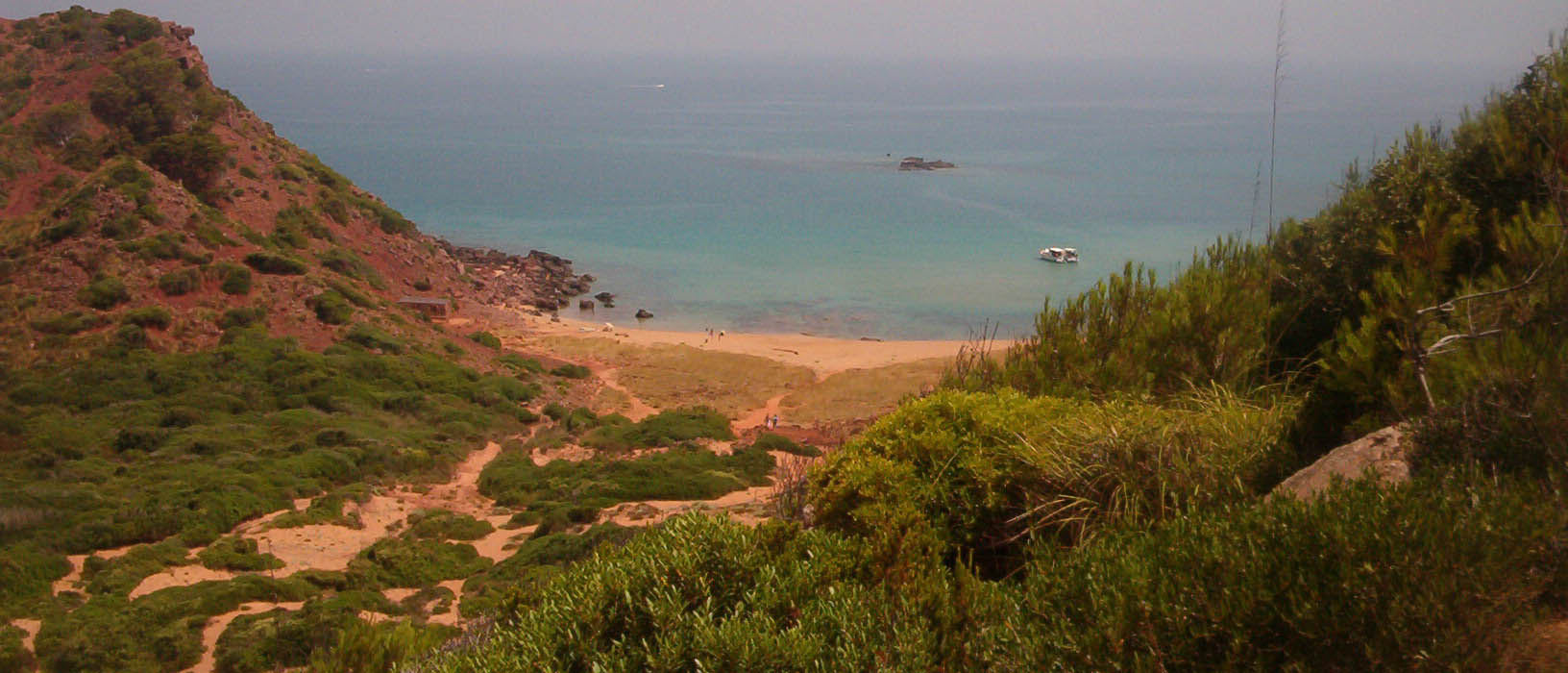
Bucht Pilar, Ciutadella

Die Stadt liegt an einem Naturhafen an der Westküste Menorcas. Das Gemeindegebiet ist das flächenmäßig größte auf der Insel und umfasst mehr als ein Viertel ihrer Gesamtfläche.
Durch die besondere Lage des Hafens kommt es hier gelegentlich zu einem Phänomen, das als Rissaga bekannt ist. Kommen mehrere meteorologische Faktoren zusammen, können im Hafenkanal Tsunami-ähnliche Riesenwellen entstehen. Das Wasser wird erst aus der Bucht herausgesaugt und kehrt als Riesenwelle zurück. So geschehen am 21. Juni 1984, als die Riesenwelle einen Millionenschaden anrichtete und am 15. Juni 2006, als eine rissaga 30 Boote zum Sinken brachte und 100 weitere beschädigte.

## Geschichte
Ciutadella wurde ursprünglich von den Karthagern gegründet. In der Antike trug die Stadt den Namen Iamona. Im 4. Jahrhundert war sie schon Sitz eines Bischofs. Später gelangte sie unter den Einfluss der Mauren und war als Medina Minurqa die einzige größere Stadt der Insel. 1287 nahm König Alfons III. die Insel für die Krone Aragon in Besitz.
Am 9. Juli 1558 erlitt die Stadt schwere Zerstörungen durch einen Überfall osmanischer Truppen. Das heutige Stadtbild mit seinen barocken und klassizistischen Adelspalästen und Kirchen ist im Wesentlichen ein Relikt des 16. bis 19. Jahrhunderts.
Während der britischen Herrschaft über die Insel verlor Ciutadella im Jahr 1722 seine Hauptstadtfunktion an Maó (Mahon). 1795 wurde jedoch in Ciutadella das frühmittelalterliche Bistum wiederbelebt; somit ist die Stadt zumindest religiöses Zentrum Menorcas.

## Politik

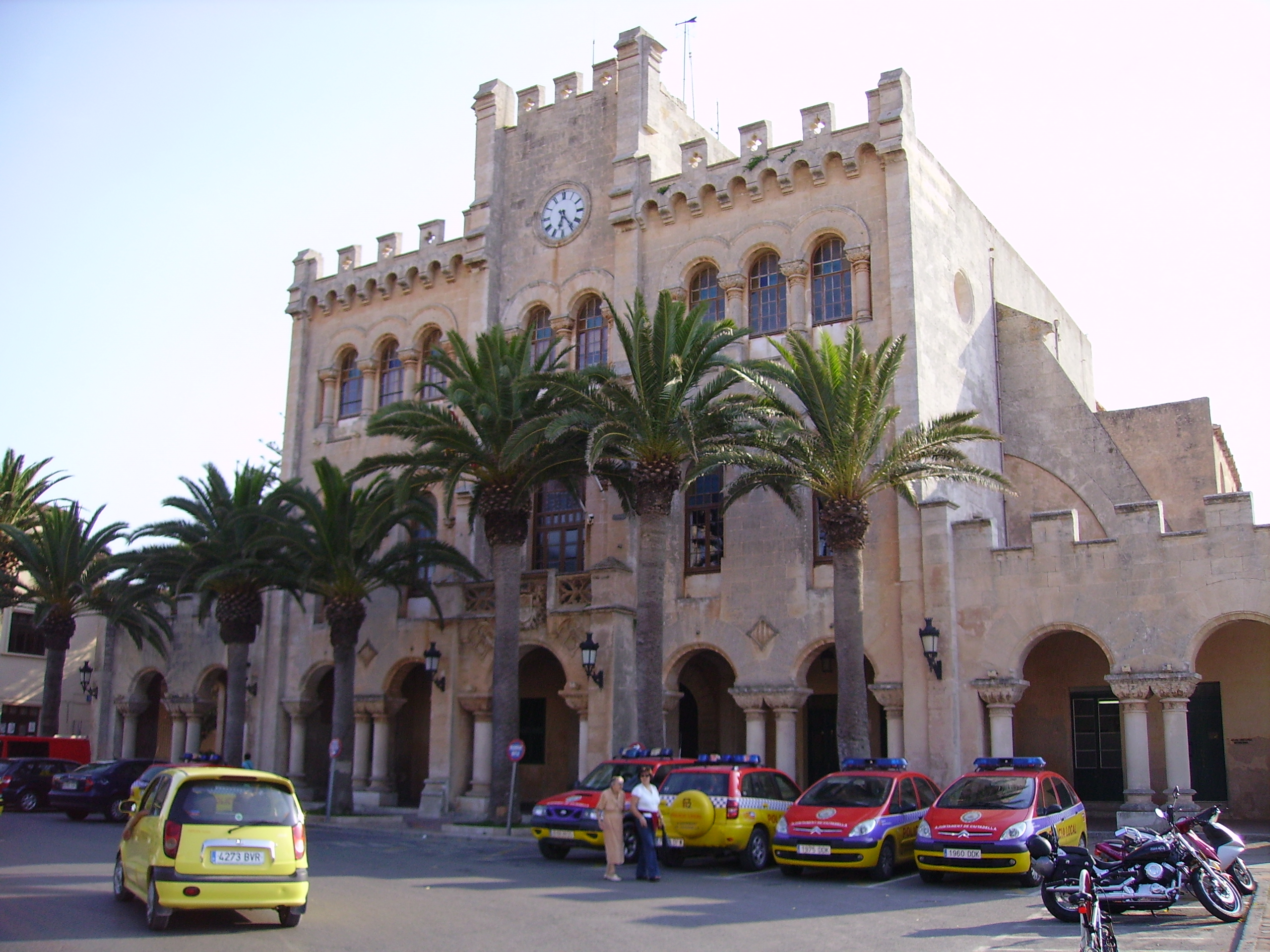
Rathaus

Bürgermeisterin (Alcaldesa) von Ciutadella ist Joana Maria Gomila Lluch (PSM). Der Gemeinderat setzt sich (Stand 2014) wie folgt zusammen:
- Partido Socialista Obrero Español (PSOE): 5 Sitze
- PSM – Ensada Nacionalista (PSM-EN): 4 Sitze
- Partido Popular (PP): 10 Sitze
- Unió des Poble de Ciutadella de Menorca (UPCM): 2 Sitze

## Kultur und Sehenswürdigkeiten

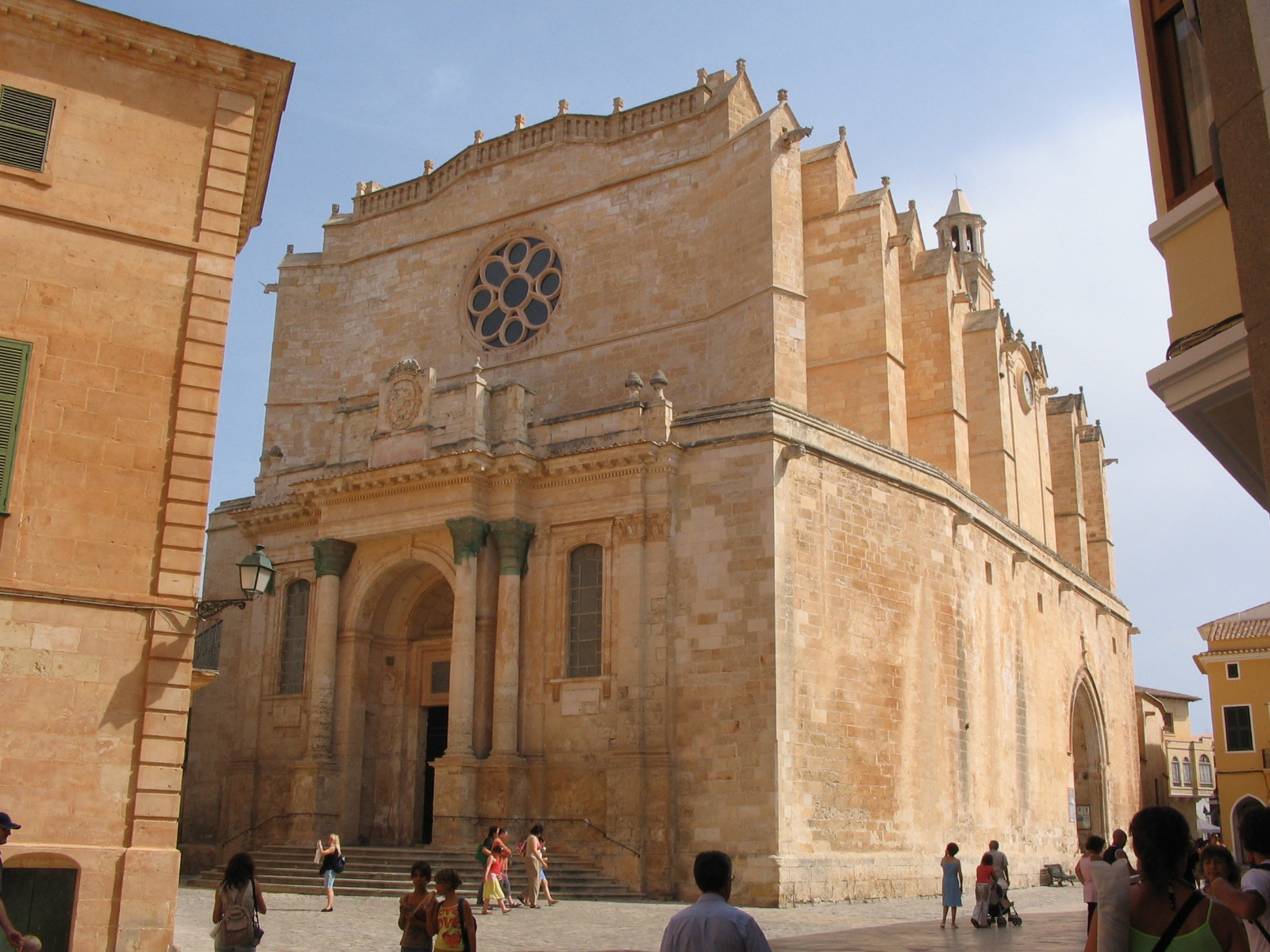
Kathedrale

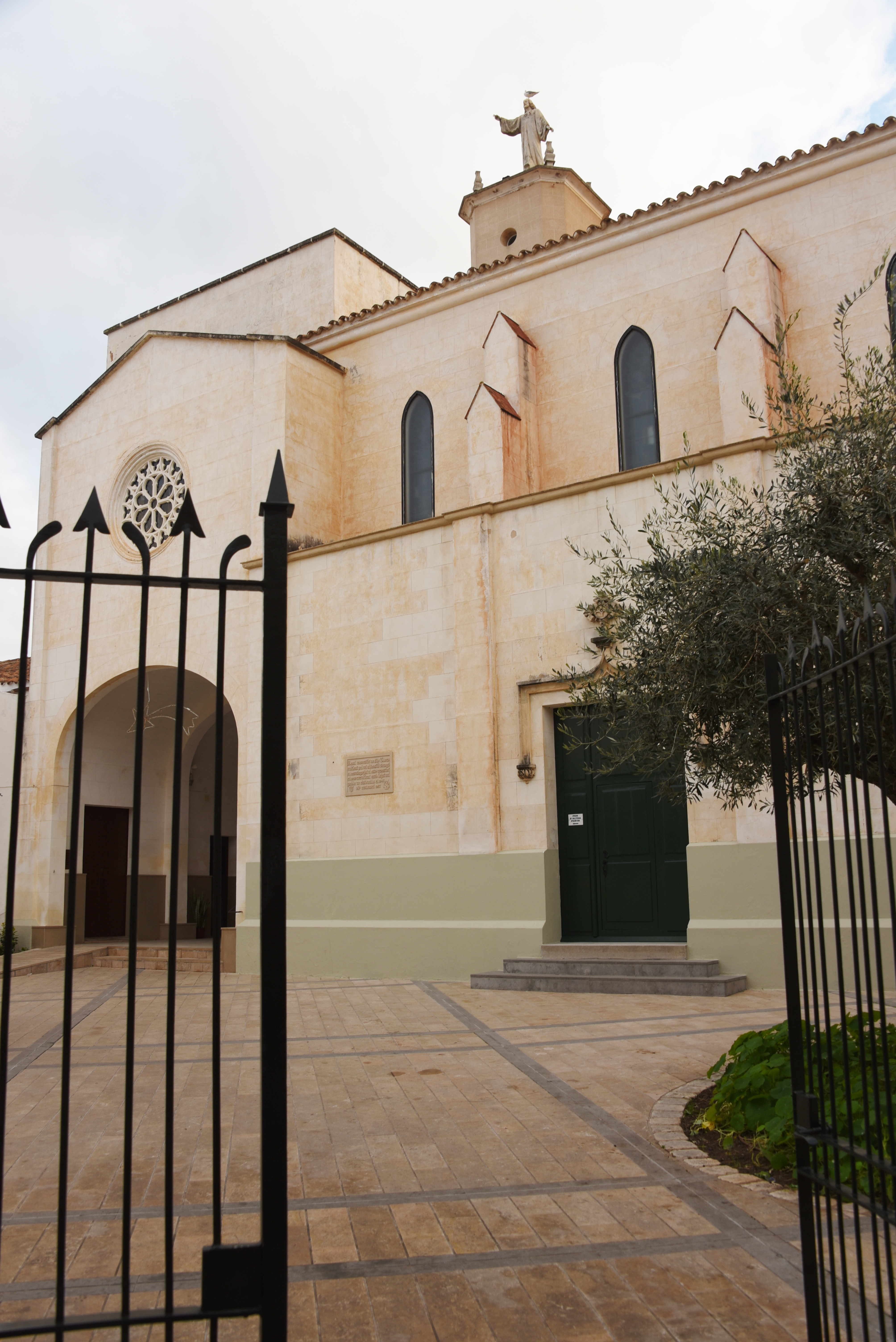
Monestir de Santa Clara

### Die Altstadt
Sehenswert ist die historische Altstadt. Der Hauptplatz der Stadt ist die hoch über dem Hafen gelegene Plaça des Born mit dem Rathaus (Ajuntament), das auf den Alcázar, die Burg des maurischen Gouverneurs, zurückgeht und seine heutige Gestalt ab Ende des 19. Jahrhunderts durch den Architekten Josep Maria Sagnier erhielt. In der Mitte des Platzes erinnert ein 1857 errichteter weißer Obelisk an den Piratenüberfall im 16. Jahrhundert. Der Platz wird umstanden vom Teatre del Born sowie Adelspalästen wie dem Palau Torresaura und dem Palau Salort.
Das Zentrum der eigentlichen Altstadt ist die gotische Kathedrale Santa Maria de Ciutadella, die von 1302 bis 1362 errichtet wurde. Ihr angeschlossen ist der Bischofspalast. Im Süden der Altstadt befinden sich unter anderem ein ehemaliges Augustinerkloster, das heute unter anderem das Museu Diocesà de Menorca beherbergt, die barocke Klosterkirche Església des Socors sowie der Fisch- und Fleischmarkt an der Plaça de la Llibertat.
Den östlichen Abschluss der Altstadt bildet die Plaça d’Alfonso III, wegen ihrer Palmenbepflanzung auch als Plaça de ses Palmeres bekannt. Der Platz wird dominiert von einer historischen Windmühle, der 1778 errichteten Molí des Comte.

### Baudenkmale im Umland
Außerhalb des Stadtzentrums finden sich auf dem Gemeindegebiet einige bedeutsame Bauwerke aus Menorcas Frühgeschichte. Direkt am östlichen Stadtrand stehen die drei Talayots von Montefí. Die Fundstätte besitzt auch einige künstliche Bestattungshöhlen (Hypogäen). Südlich der Straße nach Maó steht die Naveta des Tudons, das berühmteste der megalithischen Grabbauwerke (Navetes), die auf Menorca und Mallorca gefunden wurden. Es gab schon immer eine berühmte Legende über die Naveta des Tudons – nämlich eine Legende über das Fehlen eines Steins im Hauptschiff. Es handelt sich um ein einmaliges Bauwerk seiner Art. Wohngebäude mit ähnlich hufeisenförmigem Grundriss gibt es auf Menorca in Son Mercer de Baix bei Ferreries, z. B. die Cova des Moro.
Noch weiter östlich liegen die Talayot-Fundplätze Torrellafuda und Torretrencada. Im Süden befindet sich die Talayot-Siedlung Son Catlar sowie an der Nordküste die Nekropole von Cala Morell.
Das Umweltministerium hat vorgeschlagen, die Nordküste in ein zukünftiges Nationalparkprojekt mit einzuschließen. Damit sind große Diskussionen innerhalb der Bevölkerung ausgelöst worden. Das Plenum des Stadtrates hat sich gegen den besagten Vorschlag ausgesprochen.

### Museen
- Museu Diocesà de Menorca
- Casa Museu Pintor Torrent

### Hafen
Ciutadella verfügt über einen kleinen Naturhafen, der Tramuntana, von dem aus man nach Menorca und Mallorca sowie nach Barcelona gelangen kann. Ein paar Mal im Jahr kann man einen sogenannten Meteotsumani beobachten, das heißt, dass der Meeresspiegel zuerst absinkt und dann in einer Welle wieder über das ursprüngliche Niveau zurückfließt. Bisweilen werden die Strände bedeckt und Schäden angerichtet.

### Straßen und Plätze
Ciutadella wird geprägt von seinen typischen, engen Straßen, die sonderbare Namen wie Que no passa („Was nicht passiert“) tragen. Sie nehmen ihren Lauf in der Plaça Nova oder Plaça Espanya („Neuer Platz“ und „Platz Spanien“) und enden bei der Catedral de Ciudadela. Weiter in dieser Richtung, dem Rathaus entgegen, befindet sich der Plaça des Born, von wo aus man zum besagten Hafen gelangen kann und einen großen Obelisken, der an den türkischen Angriff am 9. Juli 1558 erinnert, finden kann.

### Veranstaltungen
Am 17. Januar erinnert alljährlich die Processó des Tres Tocs an die Einnahme der Stadt durch König Alfons III. Am berühmtesten ist Ciutadella jedoch für seine Reiterspiele am Johannistag (Festes de Sant Joan), die live im Fernsehen übertragen werden.

## Verkehr

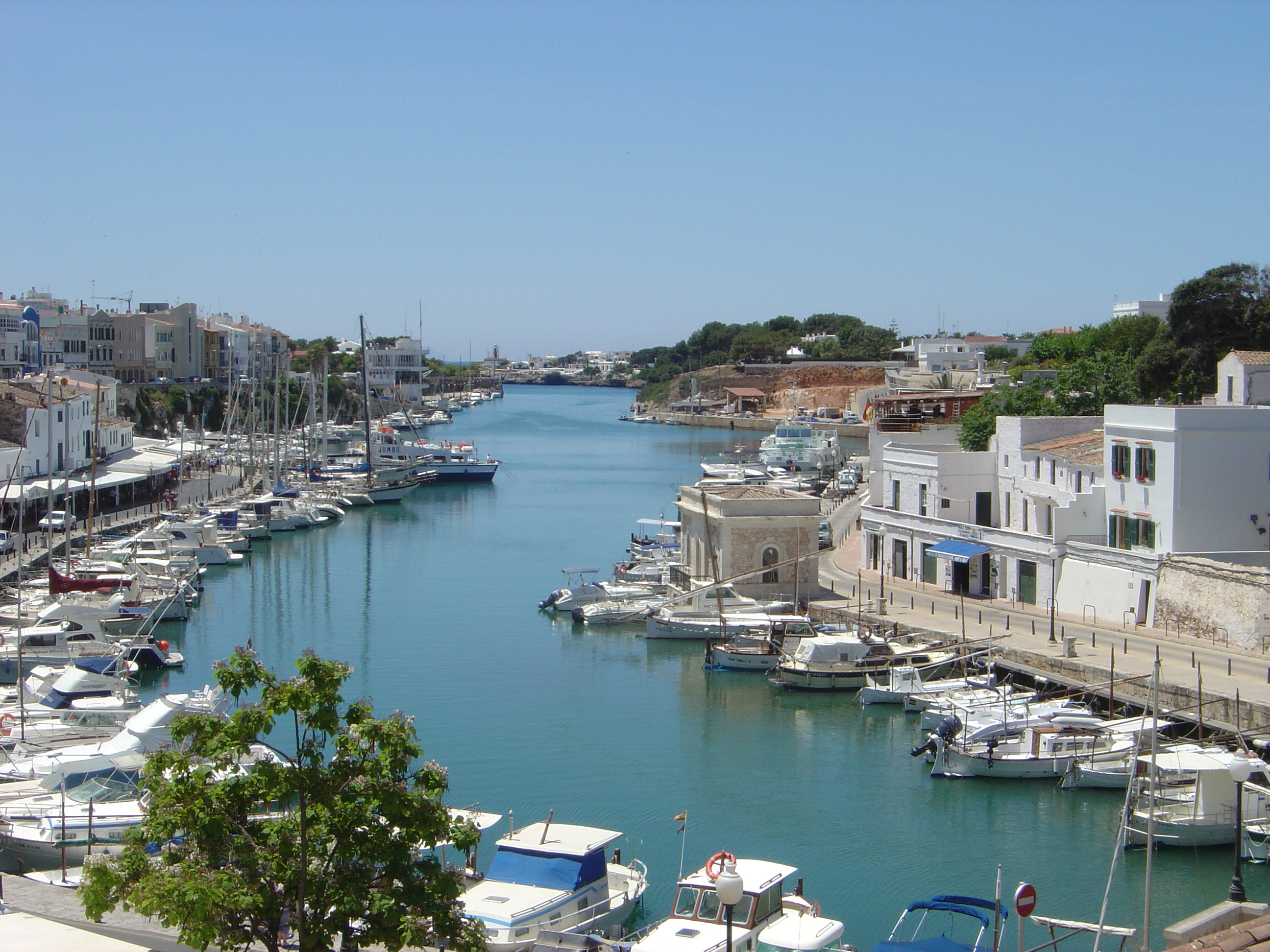
Alter Hafen von Ciutadella

Ciutadella ist der westliche Endpunkt der Inselhauptstraße Me-1, die Menorca von Maó aus längs durchquert (und zugleich auch die einzige Straßenverbindung der Gemeinde mit dem Rest der Insel darstellt). Nach Süden in Richtung Cap d’Artrutx führt die Straße Me-24. Seit Anfang des 21. Jahrhunderts verfügt Ciutadella über eine moderne Umgehungsstraße.
Unweit des alten Hafens, beim Ortsteil sa Oleo, wurde ein neues Hafenterminal direkt vor der Küste gebaut, sodass der alte, schmale Hafen nur noch als Marina benutzt wird. Eine Fährlinie der Reederei Iscomar verbindet  Ciutadella von dort mit Alcúdia auf Mallorca und Barcelona auf dem Festland.

## Tourismus
Auf dem Gemeindegebiet liegen 21 Badebuchten und -strände. An einigen Buchten sind Hotel- und Apartmentsiedlungen entstanden. Größere Ferienorte in der Gemeinde Ciutadella sind unter anderem Cala en Forcat und Cala en Blanes westlich des Stadtzentrums, Santandria und Cala Blanca unmittelbar südlich der Stadt sowie die drei Siedlungen Cap d’Artrutx, Cala en Bosch und Son Xoriguer an der Südwestspitze der Insel. Der Norden ist demgegenüber wenig erschlossen, die einzige größere Feriensiedlung ist Cala Morell.

## Städtepartnerschaften
Ciutadella ist durch Städtepartnerschaften verbunden mit
- Alcúdia, Mallorca, Spanien
- Barcelona, Katalonien, Spanien
- Cursi, Apulien, Italien
- Córdoba, Argentinien
- Oristano, Sardinien, Italien, (1991)

## Ehrenbürger
- José Roberto Torrent Prats (1904–1990), Maler

## Töchter und Söhne der Gemeinde
- Albert Torres Barcelo (* 1990), Radrennfahrer
- Francesc de Borja Moll i Casasnovas (1903–1991), menorquinischer Sprachwissenschaftler, Philologe und Autor
- Sergi Enrich (* 1990), Fußballspieler
- Josep Moll i Marquès (1934–2007), spanischer Politiker und Journalist
- Joan Pons (* 1946), Opernsänger (Bariton)
- Ignacio Ponseti (1914–2009), Orthopäde
- Josep Maria Quadrado  (1819–1896), Historiker, Schriftsteller und Publizist
- Sergio Martos Gornés (* 1994), Tennisspieler
- Sebastià Taltavull i Anglada (* 1948), römisch-katholischer Geistlicher, Bischof von Mallorca
- José Roberto Torrent Prats (1904–1990), menorquinischer Maler